# Agrias cyanecula
Agrias cyanecula är en fjärilsart som beskrevs av Hans Fruhstorfer 1910. Agrias cyanecula ingår i släktet Agrias och familjen praktfjärilar. Inga underarter finns listade i Catalogue of Life.